# Ethambutol
Ethambutol, abgekürzt EMB, ist ein Arzneistoff aus der Gruppe der Antibiotika, der bevorzugt zur Behandlung der Tuberkulose, aber auch bei anderen durch Mykobakterien hervorgerufenen Infektionen eingesetzt wird. Er darf nur in Kombination mit anderen antimykobakteriellen Mitteln angewendet werden. Aufgrund des erheblichen Nebenwirkungsprofils muss seine Anwendung engmaschig – insbesondere auch augenärztlich – überwacht werden.

## Wirkungsweise
Ethambutol wird von Mykobakterien schnell aufgenommen. Es behindert den normalen Aufbau der Zellwände, die durch ihre besondere Struktur bei Mykobakterien deren außergewöhnlich hohe Widerstandsfähigkeit bedingt, indem die Biosynthese spezifischer Polysaccharide, sogenannter Arabinogalactane, Arabinomannane und Peptidoglycane, unterbunden wird. Ursache dafür ist eine inhibierende Wirkung auf einen Pfad des Kohlenhydratstoffwechsels, der von der Glucose hin zur Arabinose und Mannose führt.
Es wirkt abhängig von der Konzentration bakteriostatisch bis bakterizid immer nur auf sich gerade vermehrende (proliferierende) Erreger. Eine primäre Resistenz der Mykobakterien gegen Ethambutol ist sehr selten und erworbene entwickeln sich nur langsam. Es gibt keine Kreuzresistenz zu anderen Tuberkulosemitteln.

## Pharmakokinetik
Ethambutol wird nach Einnahme vom Magen-Darm-Trakt rasch und fast vollständig aufgenommen (Resorption ~80 %). Die höchste Konzentration im Blut (Spitzenspiegel) wird etwa 2–4 Stunden nach Einnahme erreicht. Die Ausscheidung erfolgt überwiegend unverändert über die Nieren. Nur ein kleiner Anteil wird unverändert über die Gallenflüssigkeit oder in veränderter Form mit dem Urin ausgeschieden. Nach 24 Stunden sinkt die Konzentration im Blut weniger als ein Zehntel des Spitzenspiegels ab. Sowohl rote Blutkörperchen (Erythrozyten) als auch Gewebezellen in den Lungen (Alveolarzellen, Makrophagen) können das Ethambutol anreichern, so dass die Konzentration in diesen Zellen erheblich höher ist als im Serum.

## Nebenwirkungen
Abhängig von der verabreichten Dosis und der Dauer der Behandlung kann es zu einer Entzündung des Sehnerven (Optikusneuritis) kommen, die sich zunächst durch Störung des Farbensehens, später in Gesichtsfeldausfällen bis zum kompletten Verlust der Sehfähigkeit äußert. Auch Schädigungen sowohl des zentralen wie auch des peripheren Nervensystems (Neuropathie) mit Schwindel, Kopfschmerzen, Verwirrtheitszuständen, Halluzinationen, Schwächegefühl und Gefühlsstörungen (Parästhesien) sind beschrieben. Zu den häufigen Nebenwirkungen zählt ein Anstieg der Harnsäure-Konzentration im Serum, der sich nach Absetzen wieder normalisiert. Selten treten Appetitlosigkeit, Sodbrennen, Erbrechen, Durchfall oder allergische Reaktionen mit Fieber oder juckenden Hautausschlägen auf. Sehr selten können auch Veränderungen des Blutbildes mit Verminderung der Zahl weißer Blutkörperchen (Leukozyten) oder der Blutplättchen (Thrombozyten) sowie Leber- und Nierenfunktionsstörungen beobachtet werden.

## Stereoisomerie
2-[2-(1-Hydroxybutan-2-ylamino)ethylamino]butan-1-ol enthält zwei Stereozentren, die jeweils mit den gleichen Substituenten  versehen sind folglich gibt es von diesem Stoff drei Stereoisomere und zwar die (S,S)-Form, die dazu spiegelbildliche (enantiomere) (R,R)-Form und die meso-Form. Als Arzneistoff wird ausschließlich die (S,S)-Form eingesetzt.

## Handelsnamen
Monopräparate
EMB-Fatol (D), Etibi (A), Myambutol (D, A, CH)
Kombinationspräparate
Rimstar (CH)